# Хонгконг на Светском првенству у атлетици на отвореном 2022.
Хонгконг је учествовао на 18. Светском првенству у атлетици на отвореном 2022. одржаном у Јуџину  од 15. до 25. јула осамнаести пут, односно учествовао је на свим првенствима до данас. Репрезентацију Хонгконга представљала је 1 такмичарка која се такмичила у маратону.,.
На овом првенству такмичарка Хонгконга није освојила ниједну медаљу нити је остварила неки резултат.

## Учесници
Жене:
- Ђит Ђинг Јиу — Маратон

## Резултати

### Жене
| Атлетичарка  | Дисциплина | Лични рекорд | Финале   | Финале       | Детаљи |
| Атлетичарка  | Дисциплина | Лични рекорд | Резултат | Место        | Детаљи |
| ------------ | ---------- | ------------ | -------- | ------------ | ------ |
| Ђит Ђинг Јиу | Маратон    | 2:31:24      | 2:43:13  | 29 / 32 (41) |        |